# Древнеримский театр (Триест)
Древнеримский театр Триеста (итал. Teatro romano di Trieste) — античный театр в городе Триест, в Италии. Построен в конце I века по инициативе и при финансовой поддержке местного патриция Квинта Петрония Модеста, соратника императора Тита по Иудейской войне и прокуратора и фламина при императоре Траяне. В начале II века здание было расширено. По свидетельству современников, на его ярусах, построенных с учетом естественного склона холма, могла разместиться многотысячная аудитория. Исследователи предполагают, что театр был разрушен во время нападения на Триест лангобардов в 568 году. За века его руины оказались скрытыми под средневековой городской застройкой. Здание было идентифицировано в 1814 году архитектором Пьетро Нобиле, но лишь в 1938 году его руины были обнаружены во время масштабной реконструкции города. По приказу фашистского правительства театр был раскопан, для чего были снесены все поздние строения, находившиеся на этом месте. Статуи и надписи, найденные при раскопках, в настоящее время хранятся в лапидарии Городского музея истории и искусства в замке Сан-Джусто. Ежегодно в июле на сцене театра проходит театральный фестиваль.
Театр расположен на улице Древнеримского театра у подножия Сан-Джусто, городского холма и древнего центра Триеста. Первоначально он располагался за городскими стенами и находился на берегу моря, в то время доходившего до этого места. Из-за увеличивающегося заиливания порта и расширения городской территории, руины здания теперь находятся в центре города.

## Описание
Полукруглый зрительный зал с каменными рядами сидений разделен лестницей на четыре клиновидных сектора и первоначально был рассчитан на шесть тысяч человек. Колоннада образует верхний конец зрительного зала. Трибуна и портик сохранились почти полностью. Также сохранились фрагменты сценической стены и фойе за ней.